# Eulen-Skyphos

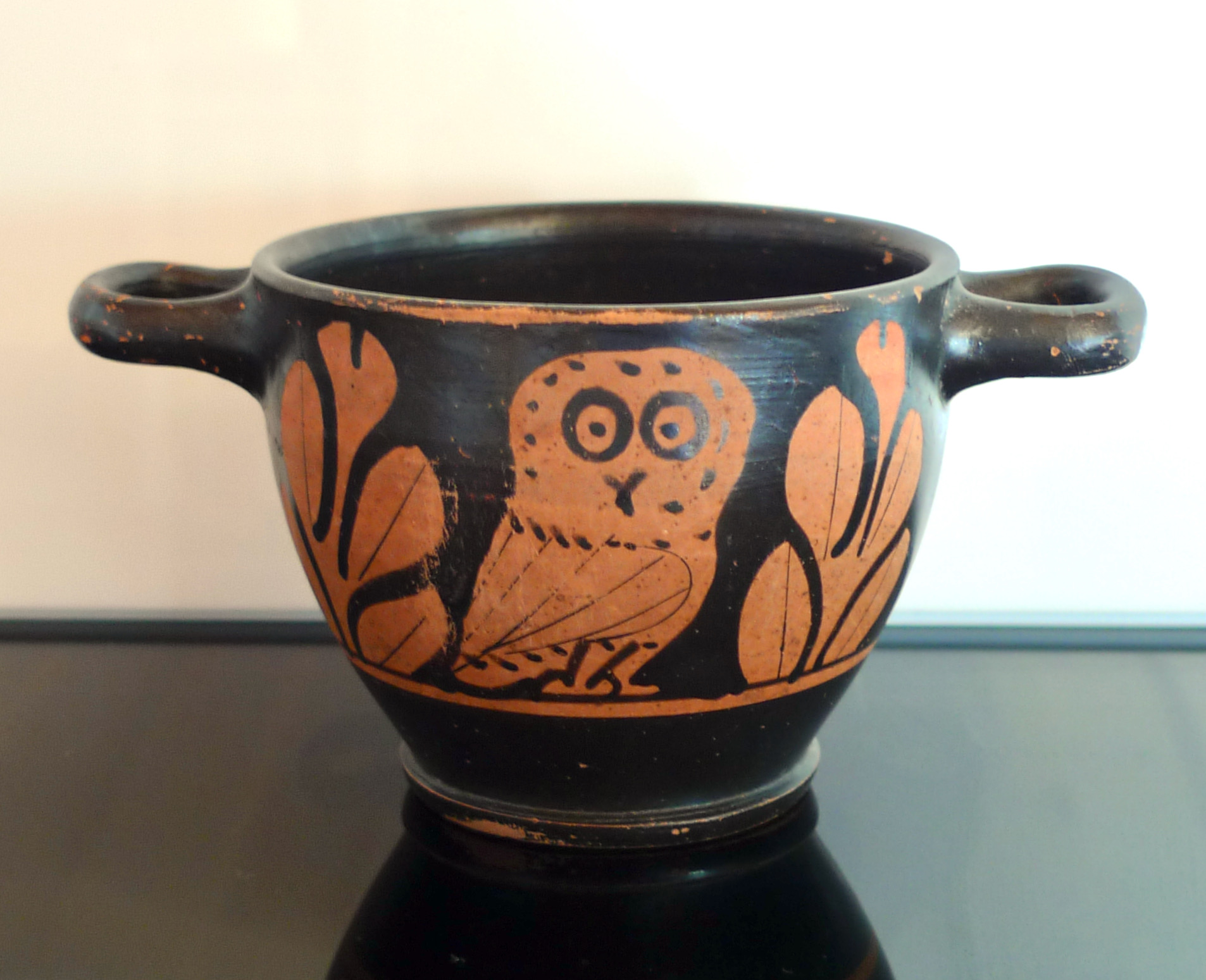
Attischer Eulen-Skyphos aus dem 5. bis 4. Jahrhundert v. Chr.

Der Eulen-Skyphos ist ein attischer Trinkbecher (Skyphos) aus dem 5. Jahrhundert v. Chr., dessen besonderes Kennzeichen das charakteristische Eulen-Motiv ist.

## Form und Motiv

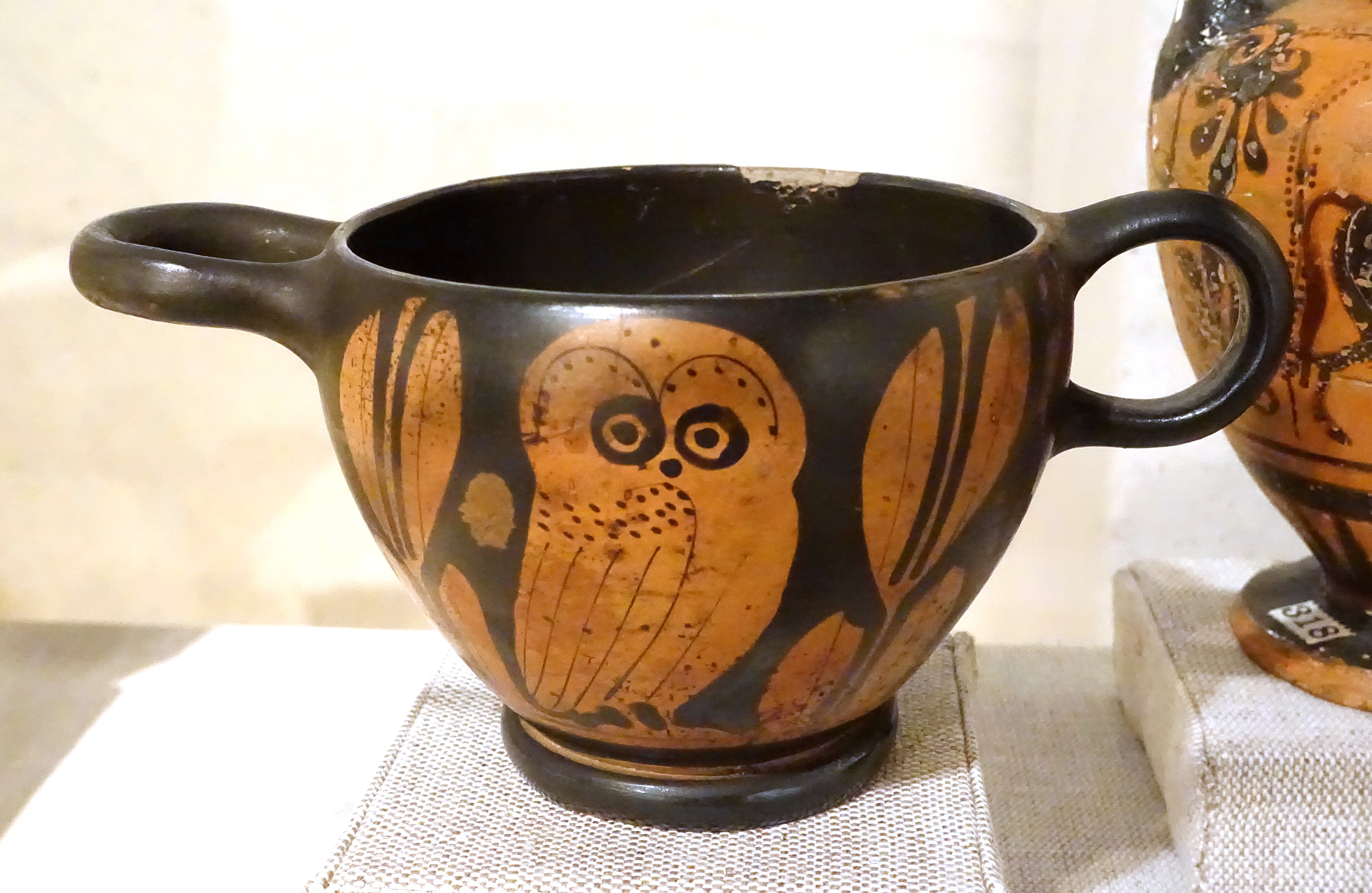
Glaux-Skyphos mit besonderer Henkelform

Eulen-Skyphoi zählen zur rotfigurigen Keramik der klassischen Zeit. Beide Seiten der Gefäße zeigen je einen Steinkauz mit gesenkten Flügeln zwischen vertikal gestellten Olivenzweigen.
Üblicherweise haben attische Trinkbecher zwei waagerechte Henkel. Bei den Eulen-Skyphoi gibt es daneben aber auch viele Exemplare mit je einem horizontalen und einem vertikalen Griff. Diese werden nach einem Berliner Skyphos, der die Inschrift „Glaux“ trägt, auch Glaux-Skyphoi genannt.

## Verbreitung
Ihren Ursprung haben die Eulen-Skyphoi in Athen. Vor allem im 5. Jahrhundert v. Chr. wurden sie dort in großer Anzahl produziert. Die kleinen Gefäße waren außerordentlich beliebt und wurden in viele Regionen der griechischen Welt exportiert; darunter Süditalien und Etrurien. Lokale Nachbildungen hat man außerdem in Korinth ausgegraben. Ab dem 4. Jahrhundert wurden ähnliche Becher auch in Apulien und Etrurien hergestellt.

## Bedeutung
Eule und Olivenbaum sind Attribute der Göttin Athena, der Schutzpatronin Athens. Die Eule galt in der Antike daher auch als Symbol dieser Stadt und zierte beispielsweise deren Silbermünzen. John Boardman hat deshalb vermutet, dass die kleinen Becher als eine Art „Reiseandenken mit Stadtwappen“ fungiert haben könnten. Herbert Hoffmann betont dagegen, dass Eule und Olivenbaum immer auch eine religiöse Dimension haben.

## Datierung
Die Datierung der Becher ist schwierig, da die Zeichnung auf den Eulen-Skyphoi nur schwer mit der Malerei auf anderen Vasen vergleichbar ist. Eine Zuordnung über die Entwicklung des Malstils ist daher kaum möglich. John D. Beazley war der Ansicht, dass die Mehrheit der „Standard-Eulen-Skyphoi“ in die Periode um 475 bis 425 v. Chr. gehört, dass aber einige auch früher zu datieren sind.